# Condor (1885)
Condor – francuski krążownik torpedowy z lat 80. XIX wieku, jedna z czterech zbudowanych jednostek typu Condor. Okręt został zwodowany 17 maja 1885 roku w stoczni Arsenal de Rochefort w Rochefort, a do służby w Marine nationale przyjęto go w listopadzie 1886 roku. Jednostka została skreślona z listy floty w 1907 roku i następnie złomowana.

## Projekt i budowa
Krążowniki torpedowe typu Condor zaprojektowano jako niewielkie, jednokominowe jednostki o dziobach i rufach w kształcie pługa i trzech masztach (później jeden z nich usunięto) . Kadłuby jednostek wykonano ze stali.
„Condor” zbudowany został w stoczni Arsenal de Rochefort . Stępkę okrętu położono w kwietniu 1883 roku, a zwodowany został 17 maja 1885 roku . Koszt budowy jednostki wyniósł w przeliczeniu 80 000 £.

## Dane taktyczno–techniczne
Okręt był niewielkim krążownikiem torpedowym . Długość między pionami wynosiła 68 metrów, szerokość całkowita 9 metrów, a maksymalne zanurzenie 4,7 metra . Wyporność normalna wynosiła 1229 ton . Okręt napędzany był przez dwie maszyny parowe o łącznej mocy 3000 KM, do których parę dostarczały cztery cylindryczne kotły . Maksymalna prędkość napędzanej dwiema śrubami jednostki wynosiła 17,5 węzła . Okręt zabierał maksymalnie 160 ton węgla, co zapewniało zasięg wynoszący 2800 Mm przy prędkości 10 węzłów .
Główne uzbrojenie artyleryjskie jednostki składało się z pięciu pojedynczych dział kalibru 100 mm M1881 L/26, umieszczonych na górnym pokładzie w ambrazurach (dwa przednie), sponsonach (dwa kolejne) i na rufie . Oprócz tego na okręcie zainstalowano cztery pojedyncze działa kal. 47 mm Hotchkiss M1885 L/40 i sześć rewolwerowych dział kal. 37 mm M1885 L/20 . Okręt wyposażony był w cztery wyrzutnie torped kal. 350 mm .
Wypukły stalowy pokład pancerny miał grubość 40 mm, a nad maszynownią znajdował się koferdam i pokład przeciwodłamkowy .
Załoga okrętu składała się z 156 oficerów, podoficerów i marynarzy.

## Służba
„Condor” został przyjęty do służby w Marine nationale w listopadzie 1886 roku . W latach 90. XIX wieku z pokładu okrętu usunięto wszystkie wyrzutnie torped . Jednostka została wycofana ze służby w 1907 roku, a następnie złomowana.